# Bataille de Medina de Rioseco
Guerre d'indépendance espagnole
Batailles
- Dos de Mayo
- Tolède
- Bruc
- Valdepeñas
- Pont d'Alcolea
- Port de Cadix
- Olhão
- Cabezón
- Gérone (1er)
- Saragosse (1er)
- Valence (1er)
- Medina de Rioseco
- Bailén
- Gérone (2e)
- Évora
- Roliça
- Vimeiro

La bataille de Medina de Rioseco, aussi connue sous le nom de bataille de Moclín, se déroula le 14 juillet 1808 à Medina de Rioseco, pendant la guerre d'indépendance espagnole. Elle opposa les troupes françaises du maréchal Jean-Baptiste Bessières aux forces espagnoles commandées par les généraux Joaquín Blake y Joyes et Gregorio García de la Cuesta. L'affrontement se solda par une victoire française.
Au mois de juillet 1808, l'armée de Galice, composée de miliciens et de réguliers espagnols, fit mouvement de façon à rompre les lignes de communications françaises avec Madrid. Sous le commandement conjoint des généraux Blake et Cuesta, les Espagnols furent toutefois interceptés par le maréchal Bessières au nord de Valladolid. Bessières profita de la mauvaise coordination entre les deux commandants pour vaincre ses adversaires en détail, Blake étant expulsé d'une hauteur sans que Cuesta ne juge nécessaire d'engager ses propres troupes. L'armée de Galice, seule formation capable d'enrayer l'avance française en Vieille-Castille, fut anéantie, ce qui porta un sérieux coup à l'insurrection générale de l'Espagne.
Les conséquences de la victoire française à Medina de Rioseco furent néanmoins éphémères. Les Français échouèrent en effet à occuper les grandes villes du pays et à pacifier les provinces rebelles, avant d'essuyer une défaite humiliante à Bailén. Cette situation contraignit les forces impériales — dont le corps de Bessières — à repasser l'Èbre. Une nouvelle campagne, menée par Napoléon en personne à la tête de la Grande Armée, fut nécessaire pour redresser la situation.

## Situation en Espagne du Nord
Les récentes opérations françaises dans la région étaient bien loin des attentes de Napoléon. En juin, le corps du maréchal Jean-Baptiste Bessières tenta de marcher sur Santander afin de sécuriser les communications françaises et garder la côte d'un possible débarquement britannique. Accablé par une résistance massive de la région, Bessières dut rebrousser chemin. L'Empereur engagea alors encore davantage de troupes et formula une nouvelle stratégie. En juillet, il ordonna à Bessières de renouveler son offensive à l'Est.
En face des Français se trouvait le général Joaquín Blake y Joyes. Celui-ci, malgré ses difficultés à coopérer avec le général Gregorio García de la Cuesta, rassemblait une armée hétéroclite de recrues, miliciens et soldats réguliers en provenance de garnisons provinciales isolées.

### Préparatifs espagnols

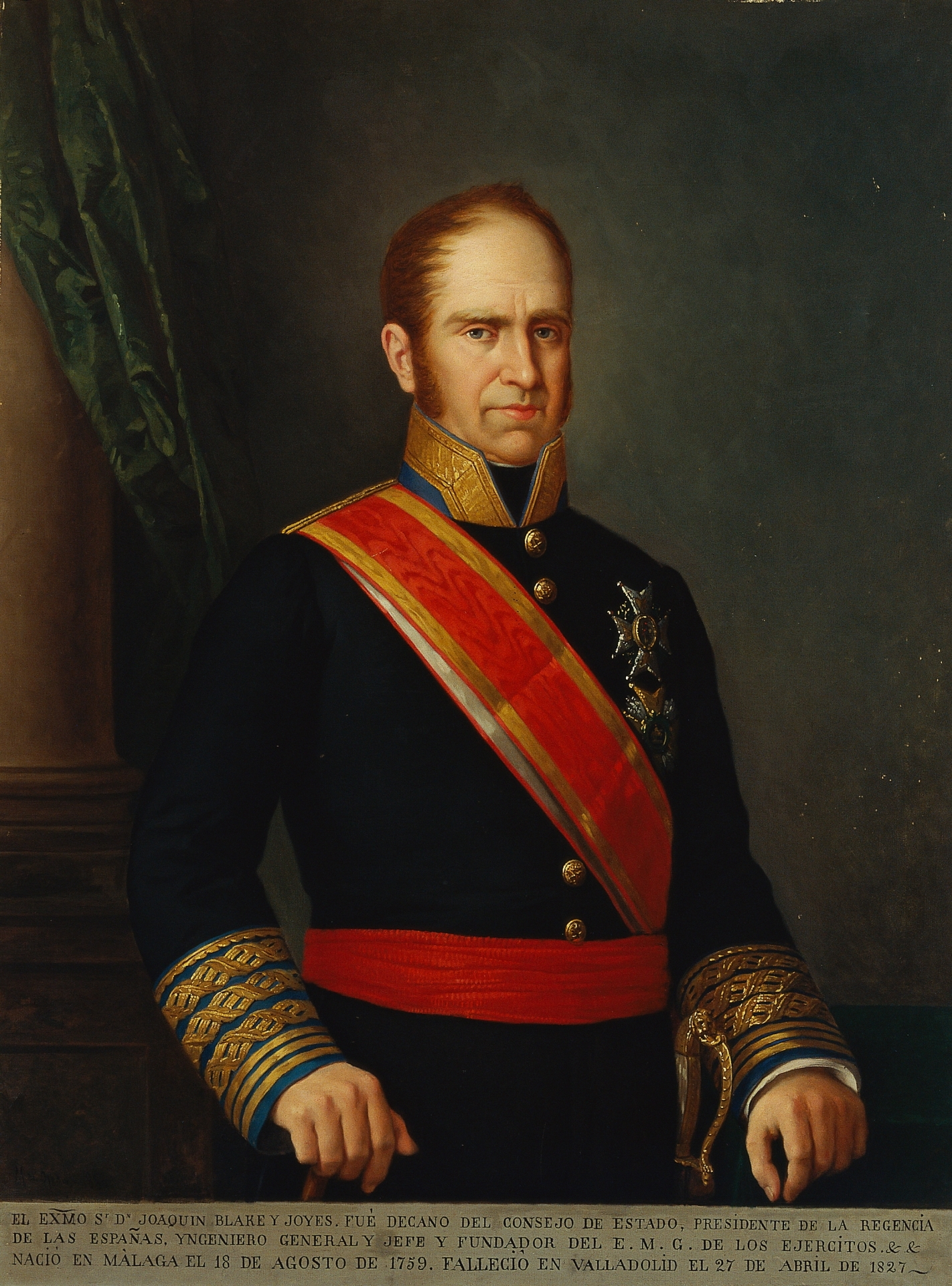
Joaquín Blake y Joyes, capitaine général de l'armée espagnole. Portrait anonyme, XIXe siècle.

Cuesta, découragé par sa défaite à Cabezón le mois précédent, proposa d'effectuer un coup de main contre Valladolid, ville située à cheval entre les lignes de communication françaises et où il avait anciennement établi son quartier-général avant la déroute de Cabezón. Cuesta rassembla dans ce but quelque 350 cavaliers et plusieurs bataillons d'infanterie, mais pas un seul canon. Les juntes du nord de l'Espagne accueillirent froidement le plan de Cuesta tandis que celle des Asturies, quoique refusant de se laisser entraîner dans ce qu'elle considérait comme une folie, envoya plusieurs bataillons en signe de bonne volonté ; quant à la Galice, elle se montra plus ouverte et chargea le général Blake de coopérer avec Cuesta. 
Officier compétent mais malchanceux, Blake jugeait imprudent d'affronter la Grande Armée en rase campagne et entendait tirer parti des collines et du terrain accidenté du nord de l'Espagne pour annuler la supériorité des troupes françaises. Il était particulièrement inquiet de l'état de délabrement de la cavalerie espagnole qui rendait hasardeux toute expédition dans les plaines de Castille. Blake préconisa donc d'occuper les provinces de Léon et de Galice et de les fortifier en tenant compte de la nature particulière du terrain, mais il se reporta finalement aux ordres de Cuesta.
Les efforts des deux généraux espagnols aboutirent à la formation d'une armée d'environ 25 000 hommes, la plupart démoralisés et mal équipés. En mai 1808, la Royal Navy débarqua près de 5 000 ex-prisonniers de guerre espagnols, capturés pour la plupart lors des raids britanniques contre les colonies hispaniques quelque temps auparavant, avec armes et munitions. Parmi ces hommes se trouvaient les 800 réguliers du bataillon Colorados, habillés de rouge en raison du manque d'uniformes espagnols. Cuesta, arguant de son ancienneté, prit le commandement suprême et se mit en marche le 12 juillet malgré les objections de Blake. Le généralissime, en totale méconnaissance des mouvements français faute de cavalerie suffisante, s'attendait à trouver le maréchal Bessières près de Valladolid.
Le 14 juillet, l'armée de Cuesta s'établit près de Medina de Rioseco. Tandis que Blake occupait une hauteur en avant de la ville, Cuesta se déploya à environ 1 500 m en arrière avec le gros des troupes. La faible cavalerie espagnole se tenait à proximité de la route entre les deux corps.

### Réaction française
Bessières, informé des agissements espagnols par un agent double, fit mouvement en direction de Burgos le 9 juillet afin d'empêcher la jonction de Blake avec Cuesta, procédant au regroupement de ses forces en cours de route. L'arrivée du gros d'une division à Palencia le 10 juillet porta l'effectif de son corps à 14 000 hommes et 40 canons, avec lesquels le maréchal se porta à la rencontre de ses adversaires. Les troupes impériales arrivèrent en vue des positions espagnoles à l'aube du 14 juillet. L'armée française alignait à ce moment trois divisions de qualité inégale : une division de réserve, une division de vétérans venue de France et les unités de la Garde impériale expédiées depuis Madrid.

## Déroulement de la bataille

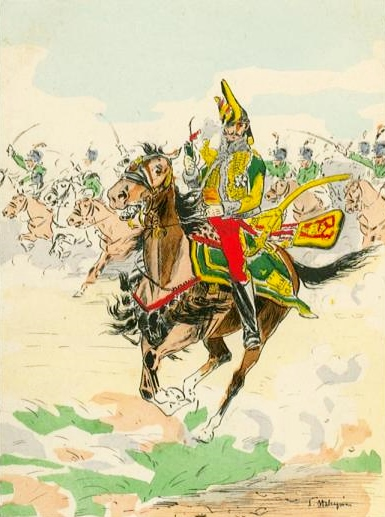
Le général comte de Lasalle menant une charge de sa cavalerie. Illustration de Louis-Ferdinand Malespina.

Blake, imprudemment séparé de Cuesta, dut affronter les Français avec ses flancs découverts et une ligne de retraite qui menaçait à tout moment d'être coupée. Bessières décela rapidement la faiblesse du dispositif espagnol et fit mouvement sur le centre de Blake, prenant soin de tenir Cuesta à distance en détachant face à lui la division du général Mouton. L'infanterie française prit la crête d'assaut tandis que vingt pièces d'artillerie positionnées sur le mont Moclín pilonnaient les Espagnols, occasionnant de nombreuses pertes dans leurs rangs. Le général Merle dirigea l'attaque sur l'aile gauche de Blake tandis que Mouton, sur la droite, continuait d'occuper les troupes de Cuesta.
Blake, de son côté, réagit promptement à la menace qui pesait sur son armée. Il étendit sa ligne de bataille pour éviter l'encerclement et riposta à la canonnade adverse avec ses propres batteries. À cet instant, la cavalerie française du général Lasalle chargea dans la brèche maintenue ouverte par Mouton, enfonça le flanc droit de Blake et disloqua sa petite armée qui fut poursuivie jusqu'au sommet de la crête. Les Espagnols échappèrent néanmoins à l'anéantissement grâce au sacrifice d'un bataillon régulier de Navarre, qui stoppa les cavaliers impériaux suffisamment longtemps pour permettre au reste des troupes de Blake de fuir en direction de la rivière Sequillo.

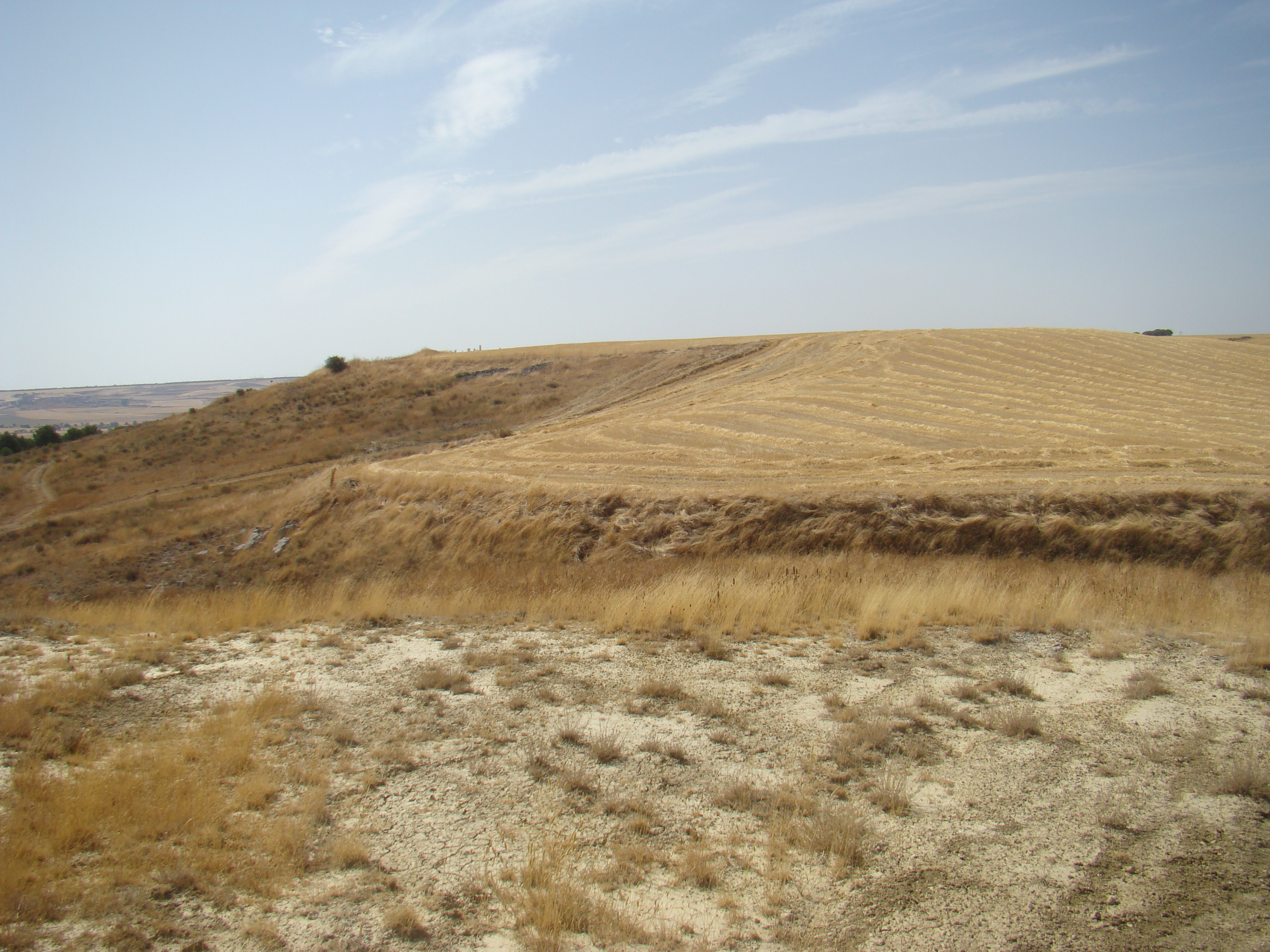
Le mont Moclín aujourd'hui.

Avant que Bessières ne puisse contourner Cuesta, le général espagnol, très réticent à suivre la retraite de Blake, forma ses troupes en colonnes et les lança contre les Français, à présent maîtres de la crête. Les tirailleurs de la division Mouton, brutalement chargés par 300 carabiniers et gardes espagnols, furent rejetés dans le ravin alors que l'infanterie de Cuesta s'avançait jusqu'à la crête sous la protection de ses cavaliers. La cavalerie française de la Garde impériale chargea à son tour et culbuta sa faible homologue espagnole qui fut ramenée sur les fantassins placés en soutien. L'armée de Cuesta continua néanmoins sa progression et captura deux canons de l'artillerie de la Garde, menaçant l'ensemble des positions françaises sur la crête.
Pendant ce temps, le général Merle, qui poursuivait sa marche le long de son axe initial, conduisit sa division sur l'aile droite de la deuxième ligne espagnole ; saisissant l'occasion, Bessières ordonna à son subordonné de charger à la baïonnette. Les tirailleurs de Mouton se déployèrent face à la gauche espagnole et, sous la pression conjuguée des Français, les hommes de Cuesta craquèrent et cédèrent à la panique. Les bataillons de grenadiers espagnols résistèrent encore un moment contre le centre français avant d'être pris sous un feu croisé et d'être expulsés des hauteurs, contraignant Cuesta à évacuer le champ de bataille. De la même manière que pour Blake, les bataillons réguliers en arrière-garde tinrent les Français à distance tandis que le reste de l'armée fuyait au nord de Medina.

## Conséquences
La déroute espagnole fut complète. Les deux généraux, Blake et Cuesta, parvinrent à s'échapper mais l'armée de Galice cessa d'exister en tant que force combattante. Les troupes de Blake furent celles qui souffrirent le plus, perdant treize canons et environ 3 000 hommes. De nombreux bataillons de vétérans espagnols furent sévèrement malmenés lors des combats sur la crête ; les Colorados, par exemple, furent quasiment anéantis. Au total, les Espagnols perdirent 2 200 morts, blessés ou prisonniers d'après l'historien Charles Esdaile alors qu'une autre source fait état d'environ 2 800 tués, blessés et prisonniers auxquels s'ajoutent 4 980 disparus et 13 canons. De son côté, l'armée française déplora 400 à 500 tués selon certaines estimations,. Ronald Brighouse considère cependant que ces chiffres sont sous-évalués et donne une autre estimation, plus vraisemblable selon lui, d'un millier d'hommes tués ou blessés dans les rangs impériaux. 
Craignant d'être poursuivi, Cuesta conduisit son infanterie au nord des Asturies puis regagna Salamanque avec un petit corps de cavalerie, tandis que Blake retourna en Galice. À la suite de cette victoire, Bessières captura aisément Léon et Zamora. Les Français se rendirent coupables de sauvages représailles contre les prisonniers aussi bien qu'envers la population des villes voisines, qui ironie du sort, étaient parmi les très rares villes à n'avoir pas été emportées par des soulèvements populaires. Bessières, informé de la séparation des deux armées espagnoles, n'en profita pas et rappela le général Lasalle, commandant de sa cavalerie, à son quartier-général.
La victoire de Bessières améliora grandement la position stratégique de l'armée française dans le nord de l'Espagne. Enchanté, Napoléon déclara : « si le maréchal Bessières a été capable de battre l'armée de Galice avec si peu de pertes et d'efforts […], le général Dupont sera capable de renverser n'importe qui il pourrait rencontrer. ». Quatre jours plus tard, le général Dupont se faisait battre à Bailén par les Espagnols et se soumettait avec 18 000 hommes à une capitulation humiliante. Le commandement français fut pris de panique et ordonna une retraite générale jusqu'à l'Èbre, défaisant l'œuvre durement acquise de Bessières.

## Analyse de la bataille

### Les faits

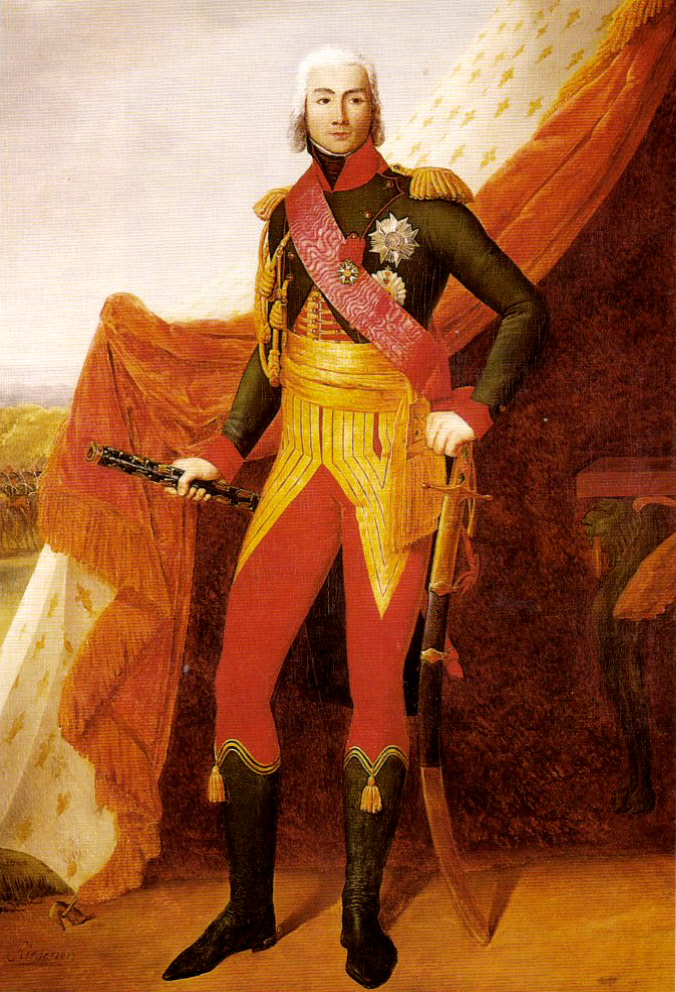
Le maréchal Jean-Baptiste Bessières. Huile sur toile d'Edmond Hédouin d'après Henri-François Riesener, 1853.

Medina de Rioseco fut une bataille âprement disputée. L'attaque de l'infanterie espagnole sur la crête, menée avec « précision et audace », fut saluée par les contemporains. En Grande-Bretagne, l'écrivain Thomas Hamilton célébra la ténacité des troupes espagnoles, luttant avec acharnement contre une armée française beaucoup plus aguerrie. Les divisions de Cuesta, à l'inverse de leur commandant, reçurent des éloges pour avoir failli faire basculer la victoire dans le camp espagnol, même après la déroute de Blake.

« La bataille de Rio Seco, si malheureuse, est loin d'être déshonorante en regard des prouesses espagnoles… Dans les circonstances les plus défavorables et désespérées, la deuxième ligne des Espagnols a combattu avec un courage et une ténacité digne d'un meilleur général… Ceci, après la défaite de la première ligne, l'issue de la bataille un temps douteuse, est une circonstance qui fait honneur au courage des troupes espagnoles. »

— Thomas Hamilton, Annals of the Peninsular Campaigns, p. 232.
Un autre contemporain, le général français Maximilien Sébastien Foy, porta ce jugement sur l'armée espagnole à Medina de Rioseco : « c'était un échantillon de l'ancienne armée espagnole, qui montra ce qu'elle aurait pu faire : c'était beaucoup pour une armée neuve, qui était aux mains pour la première fois avec des troupes aguerries ».

### Les généraux
Le duo Blake-Cuesta a fait l'objet de nombreuses critiques, de même que les dispositions tactiques choisies par Cuesta. Charles Esdaile attribue la défaite à Blake qui, selon lui, s'est montré trop passif : « pour avoir une chance de succès, les Espagnols devaient nécessairement frapper rapidement avec toutes leurs forces, mais Blake réticent a fait mouvement très lentement, tout en laissant deux de ses quatre divisions d'infanterie derrière lui pour couvrir sa retraite. ». L'historien britannique David G. Chandler rejette quant à lui la responsabilité sur Cuesta pour avoir refusé de déployer ses 6 500 hommes. 
De son côté, le général Foy indique que l'approche frontale des Français par le défilé, combinée avec un déploiement espagnol mal inspiré — les deux flancs « en l'air », sous le risque permanent d'une attaque, et des écarts trop importants entre les lignes — avaient consommé d'emblée la défaite espagnole. Foy, cependant, ne blâme ni le comportement de Blake ni sa décision d'accepter une bataille rangée. Presque totalement dépourvu de cavalerie, le général espagnol devait faire face à la sombre perspective de retraiter en terrain découvert, poursuivi par 1 500 sabres français sous les ordres d'un des plus grands commandants de cavalerie de tous les temps, le général Lasalle.

## Forces en présence

### Ordre de bataille français
| Corps | Division                                                        | Effectif | Brigades et artillerie                               | Unités |
| --- | --------------------------------------------------------------- | -------- | ---------------------------------------------------- | --- |
| IIe corps : maréchal Jean-Baptiste Bessières — 14 155 fantassins, 1 497 cavaliers, 32 pièces d'artillerie | Division : général de division Antoine Charles Louis de Lasalle | 4 808    | Général de brigade Just Pasteur Sabatier             | 120e régiment d'infanterie de ligne, 2 bataillons                                                           |
| IIe corps : maréchal Jean-Baptiste Bessières — 14 155 fantassins, 1 497 cavaliers, 32 pièces d'artillerie | Division : général de division Antoine Charles Louis de Lasalle | 4 808    | Général de brigade Just Pasteur Sabatier             | 114e régiment d'infanterie de ligne, 2 bataillons                                                           |
| IIe corps : maréchal Jean-Baptiste Bessières — 14 155 fantassins, 1 497 cavaliers, 32 pièces d'artillerie | Division : général de division Antoine Charles Louis de Lasalle | 4 808    | Général de division Antoine Charles Louis de Lasalle | 10e régiment de chasseurs à cheval, 4 escadrons                                                             |
| IIe corps : maréchal Jean-Baptiste Bessières — 14 155 fantassins, 1 497 cavaliers, 32 pièces d'artillerie | Division : général de division Antoine Charles Louis de Lasalle | 4 808    | Général de division Antoine Charles Louis de Lasalle | 22e régiment de chasseurs à cheval, 4 escadrons                                                             |
| IIe corps : maréchal Jean-Baptiste Bessières — 14 155 fantassins, 1 497 cavaliers, 32 pièces d'artillerie | Division : général de division Antoine Charles Louis de Lasalle | 4 808    | Artillerie                                           | 1er régiment d'artillerie à pied, 1 compagnie (6 canons, 2 obusiers, 550 hommes)                            |
| IIe corps : maréchal Jean-Baptiste Bessières — 14 155 fantassins, 1 497 cavaliers, 32 pièces d'artillerie | Division : général de division Pierre Hugues Victoire Merle     | 4 370    | Général de brigade Jean Barthélemy Darmagnac         | 47e régiment d'infanterie de ligne — 1er bataillon, 1 000 hommes                                            |
| IIe corps : maréchal Jean-Baptiste Bessières — 14 155 fantassins, 1 497 cavaliers, 32 pièces d'artillerie | Division : général de division Pierre Hugues Victoire Merle     | 4 370    | Général de brigade Jean Barthélemy Darmagnac         | 3e régiment d'infanterie suisse — 2e bataillon, 600 hommes                                                  |
| IIe corps : maréchal Jean-Baptiste Bessières — 14 155 fantassins, 1 497 cavaliers, 32 pièces d'artillerie | Division : général de division Pierre Hugues Victoire Merle     | 4 370    | Général de brigade Jean Barthélemy Darmagnac         | 119e régiment d'infanterie de ligne, 500 hommes                                                             |
| IIe corps : maréchal Jean-Baptiste Bessières — 14 155 fantassins, 1 497 cavaliers, 32 pièces d'artillerie | Division : général de division Pierre Hugues Victoire Merle     | 4 370    | Général de brigade Jean Barthélemy Darmagnac         | 86e régiment d'infanterie de ligne — 2 compagnies, 170 hommes                                               |
| IIe corps : maréchal Jean-Baptiste Bessières — 14 155 fantassins, 1 497 cavaliers, 32 pièces d'artillerie | Division : général de division Pierre Hugues Victoire Merle     | 4 370    | Général de brigade Nicolas Ducos, ~ 2 000 hommes     | 119e régiment d'infanterie de ligne — 3e bataillon                                                          |
| IIe corps : maréchal Jean-Baptiste Bessières — 14 155 fantassins, 1 497 cavaliers, 32 pièces d'artillerie | Division : général de division Pierre Hugues Victoire Merle     | 4 370    | Général de brigade Nicolas Ducos, ~ 2 000 hommes     | 55e régiment d'infanterie de ligne — quelques compagnies                                                    |
| IIe corps : maréchal Jean-Baptiste Bessières — 14 155 fantassins, 1 497 cavaliers, 32 pièces d'artillerie | Division : général de division Pierre Hugues Victoire Merle     | 4 370    | Artillerie                                           | 1er régiment d'artillerie à pied, 1 compagnie — 6 canons, 2 obusiers, 100 canonniers                        |
| IIe corps : maréchal Jean-Baptiste Bessières — 14 155 fantassins, 1 497 cavaliers, 32 pièces d'artillerie | Division : général de division Georges Mouton                   | 3 683    | Général de brigade Hilaire Benoît Reynaud            | 4e régiment d'infanterie légère — 2e et 3e bataillons, 1 800 hommes                                         |
| IIe corps : maréchal Jean-Baptiste Bessières — 14 155 fantassins, 1 497 cavaliers, 32 pièces d'artillerie | Division : général de division Georges Mouton                   | 3 683    | Général de brigade Hilaire Benoît Reynaud            | 15e régiment d'infanterie de ligne — 1er bataillon, 1 403 hommes                                            |
| IIe corps : maréchal Jean-Baptiste Bessières — 14 155 fantassins, 1 497 cavaliers, 32 pièces d'artillerie | Division : général de division Georges Mouton                   | 3 683    | Cavalerie                                            | 1 escadron provisoire de cuirassiers et de carabiniers — 140 hommes                                         |
| IIe corps : maréchal Jean-Baptiste Bessières — 14 155 fantassins, 1 497 cavaliers, 32 pièces d'artillerie | Division : général de division Georges Mouton                   | 3 683    | Artillerie                                           | 1er régiment d'artillerie à pied, 1 compagnie — 6 canons, 100 canonniers                                    |
| IIe corps : maréchal Jean-Baptiste Bessières — 14 155 fantassins, 1 497 cavaliers, 32 pièces d'artillerie | Division de réserve                                             | 2 781    | Garde impériale                                      | 1er régiment de fusiliers-chasseurs de la Garde impériale — 1 845 hommes                                    |
| IIe corps : maréchal Jean-Baptiste Bessières — 14 155 fantassins, 1 497 cavaliers, 32 pièces d'artillerie | Division de réserve                                             | 2 781    | Garde impériale                                      | Chasseurs à cheval de la Garde impériale — 1 escadron, 68 hommes                                            |
| IIe corps : maréchal Jean-Baptiste Bessières — 14 155 fantassins, 1 497 cavaliers, 32 pièces d'artillerie | Division de réserve                                             | 2 781    | Garde impériale                                      | Chevau-légers polonais de la Garde impériale — 1 escadron, 91 hommes                                        |
| IIe corps : maréchal Jean-Baptiste Bessières — 14 155 fantassins, 1 497 cavaliers, 32 pièces d'artillerie | Division de réserve                                             | 2 781    | Garde impériale                                      | Dragons de la Garde impériale — 1 escadron, 127 hommes                                                      |
| IIe corps : maréchal Jean-Baptiste Bessières — 14 155 fantassins, 1 497 cavaliers, 32 pièces d'artillerie | Division de réserve                                             | 2 781    | Garde impériale                                      | Gendarmes d'élite de la Garde impériale — 1 escadron, 107 hommes                                            |
| IIe corps : maréchal Jean-Baptiste Bessières — 14 155 fantassins, 1 497 cavaliers, 32 pièces d'artillerie | Division de réserve                                             | 2 781    | Artillerie                                           | Artillerie légère à pied de la Garde impériale — 1 compagnie et demie, 8 canons, 2 obusiers, 150 canonniers |

### Ordre de bataille espagnol
| Corps                                                                                | Division                                                                                         | Effectif     | Type       | Unités                                                                                          |
| ------------------------------------------------------------------------------------ | ------------------------------------------------------------------------------------------------ | ------------ | ---------- | ----------------------------------------------------------------------------------------------- |
| Armée de Galice : général Joaquín Blake y Joyes — 16 330 fantassins et 193 cavaliers | Division d'avant-garde : brigadiers Pardo de Figueroa, comte de Maceda, et Gabriel de Mendizábal | 3 375        | Infanterie | Grenadiers réunis — 2 bataillons, 800 hommes                                                    |
| Armée de Galice : général Joaquín Blake y Joyes — 16 330 fantassins et 193 cavaliers | Division d'avant-garde : brigadiers Pardo de Figueroa, comte de Maceda, et Gabriel de Mendizábal | 3 375        | Infanterie | 8 compagnies des régiments de Saragosse, de Mallorca, d'Aragon et des volontaires de la Corogne |
| Armée de Galice : général Joaquín Blake y Joyes — 16 330 fantassins et 193 cavaliers | Division d'avant-garde : brigadiers Pardo de Figueroa, comte de Maceda, et Gabriel de Mendizábal | 3 375        | Infanterie | Régiment de Saragosse — 1 bataillon, 700 hommes                                                 |
| Armée de Galice : général Joaquín Blake y Joyes — 16 330 fantassins et 193 cavaliers | Division d'avant-garde : brigadiers Pardo de Figueroa, comte de Maceda, et Gabriel de Mendizábal | 3 375        | Infanterie | 2e régiment de volontaires de Catalogne — 400 hommes                                            |
| Armée de Galice : général Joaquín Blake y Joyes — 16 330 fantassins et 193 cavaliers | Division d'avant-garde : brigadiers Pardo de Figueroa, comte de Maceda, et Gabriel de Mendizábal | 3 375        | Infanterie | Volontaires de Navarre — 4 compagnies, 754 hommes                                               |
| Armée de Galice : général Joaquín Blake y Joyes — 16 330 fantassins et 193 cavaliers | Division d'avant-garde : brigadiers Pardo de Figueroa, comte de Maceda, et Gabriel de Mendizábal | 3 375        | Cavalerie  | Régiment de dragons de la Reine — 1 escadron, 80 hommes                                         |
| Armée de Galice : général Joaquín Blake y Joyes — 16 330 fantassins et 193 cavaliers | Division d'avant-garde : brigadiers Pardo de Figueroa, comte de Maceda, et Gabriel de Mendizábal | 3 375        | Cavalerie  | Régiment de cavalerie de ligne Montesa — 1 escadron, 70 hommes                                  |
| Armée de Galice : général Joaquín Blake y Joyes — 16 330 fantassins et 193 cavaliers | Division d'avant-garde : brigadiers Pardo de Figueroa, comte de Maceda, et Gabriel de Mendizábal | 3 375        | Artillerie | 4e régiment d'artillerie — 1 détachement, 96 hommes                                             |
| Armée de Galice : général Joaquín Blake y Joyes — 16 330 fantassins et 193 cavaliers | Division d'avant-garde : brigadiers Pardo de Figueroa, comte de Maceda, et Gabriel de Mendizábal | 3 375        | Artillerie | Artillerie de marine — 1 compagnie, 50 hommes                                                   |
| Armée de Galice : général Joaquín Blake y Joyes — 16 330 fantassins et 193 cavaliers | Division d'avant-garde : brigadiers Pardo de Figueroa, comte de Maceda, et Gabriel de Mendizábal | 3 375        | Génie      | Régiment royal de sapeurs-mineurs — 1 compagnie, 25 hommes                                      |
| Armée de Galice : général Joaquín Blake y Joyes — 16 330 fantassins et 193 cavaliers | 1re division : général Felipe Jado Cagigal                                                       | 6 500 hommes | Infanterie | Grenadiers provinciaux de Galice — 2 bataillons, 900 hommes                                     |
| Armée de Galice : général Joaquín Blake y Joyes — 16 330 fantassins et 193 cavaliers | 1re division : général Felipe Jado Cagigal                                                       | 6 500 hommes | Infanterie | Régiment du Roi — 2 bataillons, 700 hommes                                                      |
| Armée de Galice : général Joaquín Blake y Joyes — 16 330 fantassins et 193 cavaliers | 1re division : général Felipe Jado Cagigal                                                       | 6 500 hommes | Infanterie | Régiment Hibernia — 2 bataillons, 1 200 hommes                                                  |
| Armée de Galice : général Joaquín Blake y Joyes — 16 330 fantassins et 193 cavaliers | 1re division : général Felipe Jado Cagigal                                                       | 6 500 hommes | Infanterie | Régiment Mallorca — 1 bataillon, 1 000 hommes                                                   |
| Armée de Galice : général Joaquín Blake y Joyes — 16 330 fantassins et 193 cavaliers | 1re division : général Felipe Jado Cagigal                                                       | 6 500 hommes | Infanterie | Blandengues de Buenos Aires — 1 bataillon, 500 hommes                                           |
| Armée de Galice : général Joaquín Blake y Joyes — 16 330 fantassins et 193 cavaliers | 1re division : général Felipe Jado Cagigal                                                       | 6 500 hommes | Infanterie | Volontaires de Barbastro — 1 bataillon, 550 hommes                                              |
| Armée de Galice : général Joaquín Blake y Joyes — 16 330 fantassins et 193 cavaliers | 1re division : général Felipe Jado Cagigal                                                       | 6 500 hommes | Infanterie | Régiment de la milice provinciale de Salamanque — 1 bataillon, 266 hommes                       |
| Armée de Galice : général Joaquín Blake y Joyes — 16 330 fantassins et 193 cavaliers | 1re division : général Felipe Jado Cagigal                                                       | 6 500 hommes | Infanterie | Régiment de la milice provinciale de Mondoñedo — 1 bataillon, 624 hommes                        |
| Armée de Galice : général Joaquín Blake y Joyes — 16 330 fantassins et 193 cavaliers | 1re division : général Felipe Jado Cagigal                                                       | 6 500 hommes | Infanterie | Régiment de la milice provinciale de Tuy — 1 bataillon, 580 hommes                              |
| Armée de Galice : général Joaquín Blake y Joyes — 16 330 fantassins et 193 cavaliers | 1re division : général Felipe Jado Cagigal                                                       | 6 500 hommes | Artillerie | 4e régiment d'artillerie — 1 détachement, 50 hommes                                             |
| Armée de Galice : général Joaquín Blake y Joyes — 16 330 fantassins et 193 cavaliers | 1re division : général Felipe Jado Cagigal                                                       | 6 500 hommes | Artillerie | Artillerie de marine — 1 compagnie, 50 hommes                                                   |
| Armée de Galice : général Joaquín Blake y Joyes — 16 330 fantassins et 193 cavaliers | 1re division : général Felipe Jado Cagigal                                                       | 6 500 hommes | Artillerie | 5 canons                                                                                        |
| Armée de Galice : général Joaquín Blake y Joyes — 16 330 fantassins et 193 cavaliers | 1re division : général Felipe Jado Cagigal                                                       | 6 500 hommes | Génie      | Régiment royal de sapeurs-mineurs — 1 compagnie, 80 hommes                                      |
| Armée de Galice : général Joaquín Blake y Joyes — 16 330 fantassins et 193 cavaliers | 4e division : général Franscico Paula Gomez de Téran, marquis de Portago                         | 6 648        | Infanterie | Grenadiers réunis — 2 bataillons, 1 100 hommes                                                  |
| Armée de Galice : général Joaquín Blake y Joyes — 16 330 fantassins et 193 cavaliers | 4e division : général Franscico Paula Gomez de Téran, marquis de Portago                         | 6 648        | Infanterie | 10 compagnies des régiments du Prince, de Tolède, de Séville, de Navarre et de Naples           |
| Armée de Galice : général Joaquín Blake y Joyes — 16 330 fantassins et 193 cavaliers | 4e division : général Franscico Paula Gomez de Téran, marquis de Portago                         | 6 648        | Infanterie | Régiment du Prince — 2 bataillons, 1 400 hommes                                                 |
| Armée de Galice : général Joaquín Blake y Joyes — 16 330 fantassins et 193 cavaliers | 4e division : général Franscico Paula Gomez de Téran, marquis de Portago                         | 6 648        | Infanterie | Régiment de Tolède — 2 bataillons, 1 600 hommes                                                 |
| Armée de Galice : général Joaquín Blake y Joyes — 16 330 fantassins et 193 cavaliers | 4e division : général Franscico Paula Gomez de Téran, marquis de Portago                         | 6 648        | Infanterie | Régiment d'Aragon — 1 bataillons, 1 068 hommes                                                  |
| Armée de Galice : général Joaquín Blake y Joyes — 16 330 fantassins et 193 cavaliers | 4e division : général Franscico Paula Gomez de Téran, marquis de Portago                         | 6 648        | Infanterie | Régiment de Santiago — 1 bataillon, 800 hommes                                                  |
| Armée de Galice : général Joaquín Blake y Joyes — 16 330 fantassins et 193 cavaliers | 4e division : général Franscico Paula Gomez de Téran, marquis de Portago                         | 6 648        | Cavalerie  | Guides à cheval — 1 compagnie, 43 hommes                                                        |
| Armée de Galice : général Joaquín Blake y Joyes — 16 330 fantassins et 193 cavaliers | 4e division : général Franscico Paula Gomez de Téran, marquis de Portago                         | 6 648        | Artillerie | 4e régiment d'artillerie — 1 détachement, 50 hommes                                             |
| Armée de Galice : général Joaquín Blake y Joyes — 16 330 fantassins et 193 cavaliers | 4e division : général Franscico Paula Gomez de Téran, marquis de Portago                         | 6 648        | Artillerie | Artillerie de marine — 1 compagnie, 50 hommes                                                   |
| Armée de Galice : général Joaquín Blake y Joyes — 16 330 fantassins et 193 cavaliers | 4e division : général Franscico Paula Gomez de Téran, marquis de Portago                         | 6 648        | Artillerie | 5 canons                                                                                        |
| Armée de Galice : général Joaquín Blake y Joyes — 16 330 fantassins et 193 cavaliers | 4e division : général Franscico Paula Gomez de Téran, marquis de Portago                         | 6 648        | Artillerie | Artillerie à cheval — 1 compagnie indépendante, 50 hommes et 6 canons                           |
| Armée de Galice : général Joaquín Blake y Joyes — 16 330 fantassins et 193 cavaliers | 4e division : général Franscico Paula Gomez de Téran, marquis de Portago                         | 6 648        | Génie      | Régiment royal de sapeurs-mineurs — 1 compagnie, 80 hommes                                      |

| Corps | Divisions et formations                  | Effectif  | Unités                                                               |
| --- | ---------------------------------------- | --------- | -------------------------------------------------------------------- |
| Armée de Castille : général Gregorio García de la Cuesta, 6 500 fantassins, 560 cavaliers et 150 artilleurs | 1re division                             | 3 100     | 1er tercio des volontaires de León — 1 bataillon, 800 hommes         |
| Armée de Castille : général Gregorio García de la Cuesta, 6 500 fantassins, 560 cavaliers et 150 artilleurs | 1re division                             | 3 100     | 2e tercio des volontaires de León — 1 bataillon, 800 hommes          |
| Armée de Castille : général Gregorio García de la Cuesta, 6 500 fantassins, 560 cavaliers et 150 artilleurs | 1re division                             | 3 100     | Régiment de Covadonga — 2 bataillons, 1 500 hommes                   |
| Armée de Castille : général Gregorio García de la Cuesta, 6 500 fantassins, 560 cavaliers et 150 artilleurs | 2e division                              | 2 200     | 3e tercio des volontaires de León — 1 bataillon, 800 hommes          |
| Armée de Castille : général Gregorio García de la Cuesta, 6 500 fantassins, 560 cavaliers et 150 artilleurs | 2e division                              | 2 200     | 2e tercio de Benavente — 1 bataillon, 800 hommes                     |
| Armée de Castille : général Gregorio García de la Cuesta, 6 500 fantassins, 560 cavaliers et 150 artilleurs | 2e division                              | 2 200     | 3e tercio d'Alba de Tormes — 1 bataillon, 600 hommes                 |
| Armée de Castille : général Gregorio García de la Cuesta, 6 500 fantassins, 560 cavaliers et 150 artilleurs | Unités indépendantes attachées à l'armée | 600       | Régiment de milice provinciale de León — 1 bataillon, 500 hommes     |
| Armée de Castille : général Gregorio García de la Cuesta, 6 500 fantassins, 560 cavaliers et 150 artilleurs | Unités indépendantes attachées à l'armée | 600       | Corps d'invalides de Toro — 1 compagnie, 100 hommes                  |
| Armée de Castille : général Gregorio García de la Cuesta, 6 500 fantassins, 560 cavaliers et 150 artilleurs | Cavalerie                                | 560       | Régiment de cavalerie de ligne de la Reine — 2 escadrons, 300 hommes |
| Armée de Castille : général Gregorio García de la Cuesta, 6 500 fantassins, 560 cavaliers et 150 artilleurs | Cavalerie                                | 560       | Régiment de carabiniers royaux — 1 escadron, 160 hommes              |
| Armée de Castille : général Gregorio García de la Cuesta, 6 500 fantassins, 560 cavaliers et 150 artilleurs | Cavalerie                                | 560       | Gardes du corps royaux — 1 escadron, 100 hommes                      |
| Armée de Castille : général Gregorio García de la Cuesta, 6 500 fantassins, 560 cavaliers et 150 artilleurs | Artillerie                               | 10 canons | 2 batteries — 10 canons, 150 hommes                                  |

### Jeux de simulations historiques
- Frédéric Bey, « Medina de Rioseco 1808 », Vae Victis, jours de Gloire no 83,‎ 2008.